# 476 (szám)
A 476 (római számmal: CDLXXVI) egy természetes szám.

## A szám a matematikában
A tízes számrendszerbeli 476-os a kettes számrendszerben 111011100, a nyolcas számrendszerben 734, a tizenhatos számrendszerben 1DC alakban írható fel.
A 476 páros szám, összetett szám, kanonikus alakban a 22 · 71 · 171 szorzattal, normálalakban a 4,76 · 102 szorzattal írható fel. Tizenkettő osztója van a természetes számok halmazán, ezek növekvő sorrendben: 1, 2, 4, 7, 14, 17, 28, 34, 68, 119, 238 és 476.
A 476 négyzete 226 576, köbe 107 850 176, négyzetgyöke 21,81742, köbgyöke 7,80793, reciproka 0,0021008. A 476 egység sugarú kör kerülete 2990,79621 egység, területe 711 809,49708 területegység; a 476 egység sugarú gömb térfogata 451 761 760,8 térfogategység.